# Sebastião de Sousa Teles

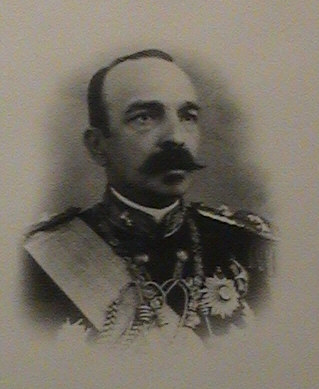
Sebastião de Sousa Teles.

Sebastião Custódio de Sousa Teles (Faro, 27 juli 1847 - Lissabon, 7 juni 1921) was een Portugees militair officier en politicus.
Van 11 april tot en met 14 mei 1909, in de eindperiode van de Portugese monarchie, was hij premier van Portugal.
- International Standard Name Identifier: 0000 0000 6962 594X
- Virtual International Authority File: 100017696